# Cultura de Canarias
La cultura de Canarias es el resultado de la historia abierta y mestiza que ha marcado el devenir de las islas. La cultura canaria ha recibido, en mayor o menor medida, aportaciones de los tres continentes bañados por el Atlántico (Europa, América y África), en especial de Europa y América a partir del siglo XV, siendo las islas durante siglos tierra de arribada, escala, intercambio y emigración.
Todas estas aportaciones se han ido “aclimatando” a las características de las islas y sus gentes, para formar una identidad cultural rica y diversa. En ella confluyen tres elementos fundamentales: el guanche, de origen bereber; el europeo, fundamentalmente castellano, aunque con importantes aportaciones portuguesas y, en menor medida, italianas, flamencas, británicas o francesas; y, finalmente, el influjo americano, producto de las relaciones comerciales y migratorias con Latinoamérica. Hay que hacer también una mención a la huella cultural de los esclavos negros llevados a las islas, particularmente visible en algunas zonas del este de Gran Canaria.

## Cultura de los antiguos habitantes de las islas

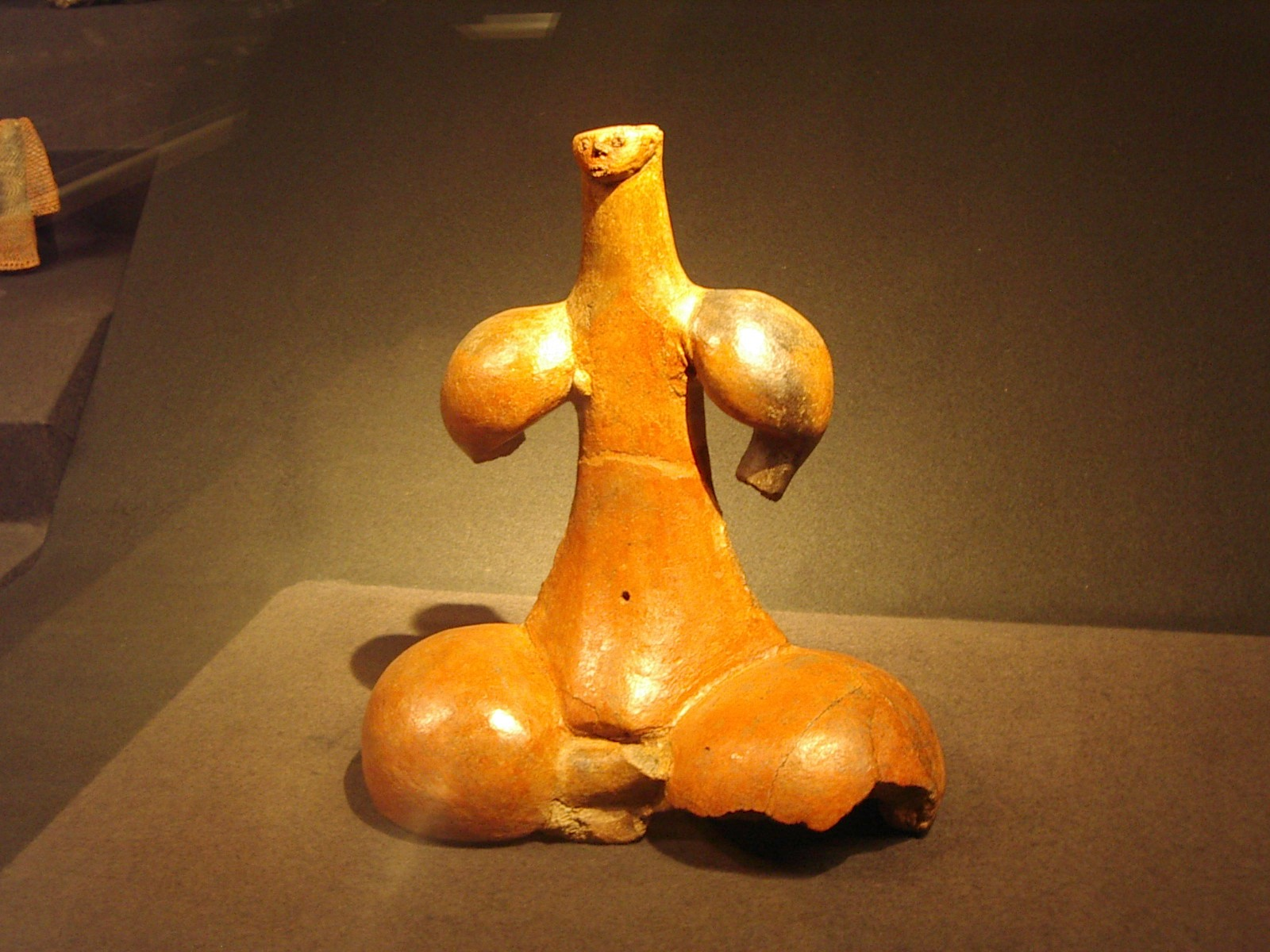
Ídolo de Tara, en el Museo Canario, Las Palmas de Gran Canaria.

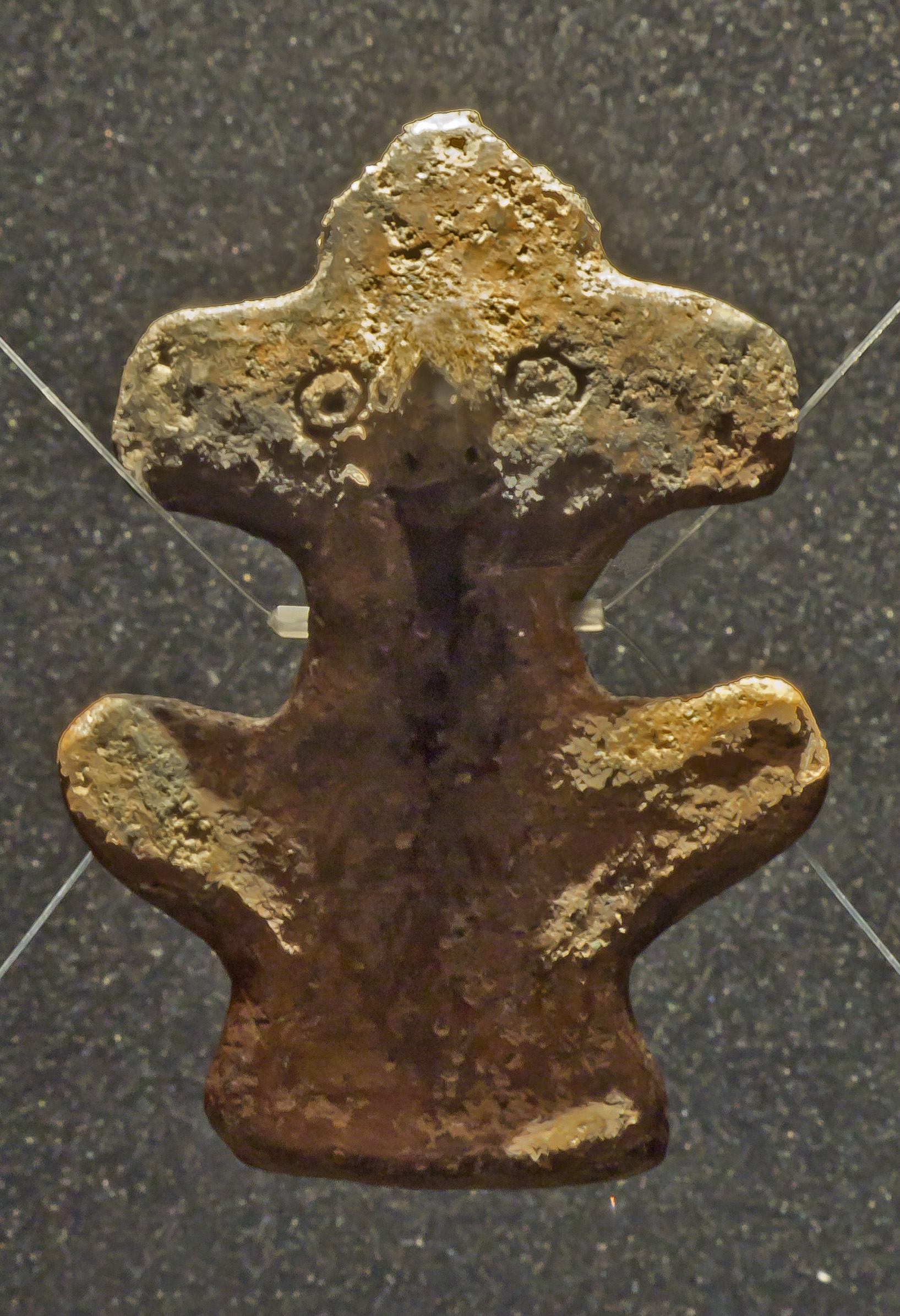
Idolillo de Guatimac, en el Museo Arqueológico del Puerto de la Cruz (Tenerife).

El mundo aborigen canario, pese a sus limitaciones y aislamiento, desarrollo una cultura nada despreciable y acorde con el modo de vida de aquella época. En todas las islas se desarrolló un arte humilde relacionado con la vida cotidiana; especialmente cerámica de diverso tamaño, la cual era terminada con una decoración muy simple.
En la isla de Gran Canaria es donde surgen una serie de manifestaciones diferenciadas que se pueden aceptar como inquietudes artísticas. La cerámica en dicha isla lleva trazos geométricos está muy bien decorada, manifestándose este tipo de ornamentación en las paredes de numerosas viviendas, pese a que sólo se conserva una en estado aceptable. Las numerosas pintaderas (especie de sellos de barro), demuestran que sus ejecutores poseían la suficiente sensibilidad para no considerarlo un arte despreciable. Esta teoría puede ser avalada por el propio desarrollo de diversas figurillas femeninas que han llegado hasta nuestros días como testigo importante de un legado prehistórico neolítico.
A pesar del proceso de aculturación que sucedió a la conquista, el sustrato guanche está presente en determinadas prácticas pastoriles; en juegos y deportes tradicionales (lucha canaria, lucha del garrote, salto del pastor); en algunos géneros del folclore musical (tajaraste, sirinoque); en el habla canaria, sobre todo en el léxico referido al pastoreo, a elementos de la naturaleza (flora, fauna), antroponimia y la toponimia; en la gastronomía, principalmente a través del gofio y sus derivados culinarios; en la religiosidad popular, como elemento que se mezcla con los ritos cristianos en determinadas manifestaciones (Virgen de Candelaria, Fiesta de la Rama de Agaete, brujería, etc). Se conservan además en la memoria colectiva, historias y leyendas que se refieren al mundo prehispánico (Árbol santo de Garoé, leyenda de Gara y Jonay, etc).
Cabe destacar, entre las aportaciones indígenas a la cultura canaria, el silbo gomero, único lenguaje silbado que se conserva en las islas desde época prehispánica, aunque adaptado en la actualidad al idioma español. Además de los aportes directos a la cultura de los canarios, "lo guanche" ha tenido un valor simbólico fundamental en la construcción de la identidad canaria, como elemento primigenio y aglutinador.

## Arte de Canarias

### Arquitectura de Canarias

#### Arquitectura gótica de Canarias

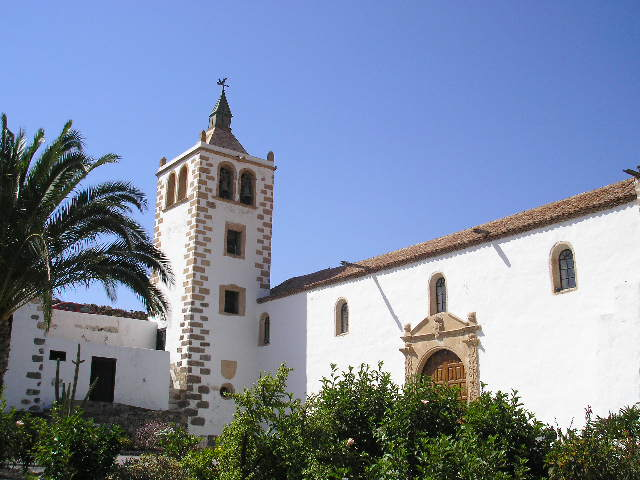
Iglesia de Betancuria

Desde los primeros momentos de la colonización del Archipiélago el arte empieza a ser bien representado fundamentalmente a través de la arquitectura religiosa El estilo que tomó auge tras la conquista fue el Arquitectura gótica; corriente artística que también se refleja en las viviendas de las personas relacionadas con el poder administrativo, religioso y militar. No obstante, el gótico está muy poco representado en la cultura doméstica, conservándose algunas joyas arquitectónicas en el barrio de Vegueta, en Las Palmas de Gran Canaria.
Las mejores manifestaciones de la arquitectura gótica las tenemos en las fachadas de Nuestra Señora de la Asunción en San Sebastián de La Gomera; la iglesia de Santa María de Betancuria, en Betancuria, Fuerteventura; iglesia de Santo Domingo, en Santa Cruz de La Palma; iglesia de San Juan, en Telde; la iglesia de la Concepción, en Los Realejos; ésta, con fases constructivas diversas como es el caso de numerosas parroquias que fueron modeladas con estilos posteriores, alterando el estado original, por lo que no es difícil encontrar mezclas que las desvirtúan, tal es el caso de la portada de Basílica de San Juan en Telde, con mezclas de arte mudéjar, y de otras parroquias góticas y renacentistas.
En el interior de las construcciones religiosas es muy significativa la Catedral de Canarias; la majestuosidad de columnas y arcos, entre elementos, hacen que el interior de Catedral de Canarias sea una verdadera reliquia arquitectónica. En lo que las imágenes se refiere, estas fueron importadas, especialmente de Flandes.

Hay un gótico atlántico, creado por el impulso misional de Portugal y España, con muy importantes monumentos que producen un singular contraste con la naturaleza tropical que les rodea.
Jesús Hernández Perera

#### Arquitectura mudéjar de Canarias
Junto con el gótico, penetra en Canarias el mudéjar, dominante en Andalucía, de donde vienen la mayoría de los colonos. El mudejarismo no se advierte en elementos decorativos de lazos y atauriques, completamente ausentes en el Archipiélago, sino en las techumbres con alfarje de lazo construidas con la madera del incorruptible pino canario: la tea, que frecuentemente deja ver su color, pero que es, algunas veces, policromada y dorada.
Algunos ejemplos son elementos en la Iglesia de la Concepción de Santa Cruz de Tenerife, la Iglesia de la Concepción de San Cristóbal de La Laguna, la Basílica de Nuestra Señora del Pino y la Casa Quintana

#### Arquitectura renacentista de Canarias

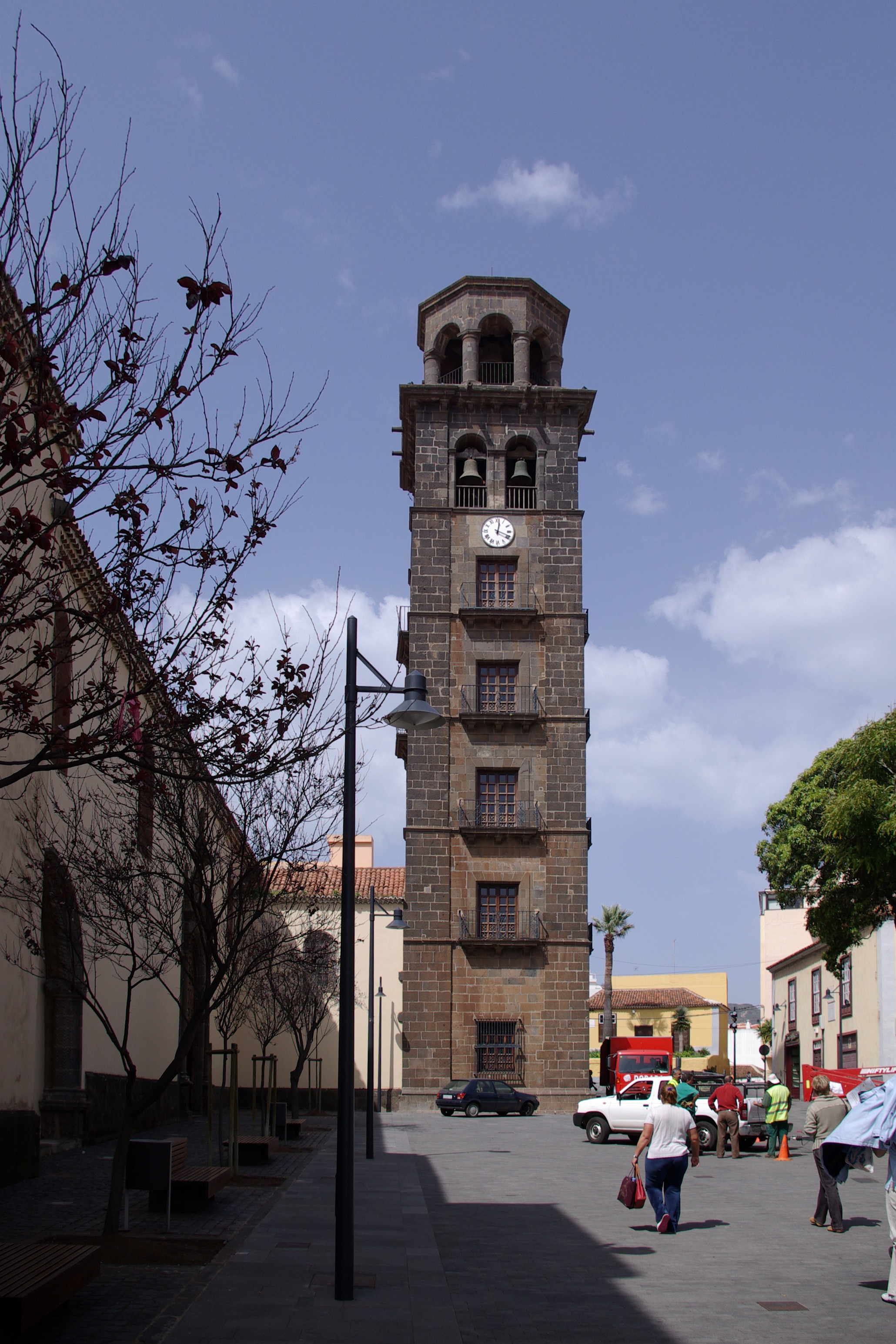
Iglesia de la Concepción en Tenerife

No hay en el Archipiélago manifestaciones de plateresco, quizás porque la piedra volcánica de las construcciones isleñas no se presta, como la arenisca de Salamanca, por lo que se reduce a la adopción de los órdenes clásicos, interpretados con mayor austeridad. También puede advertisre, que el renacimiento canario es de un tipo desconocido en España y frecuente en Portugal. Al exterior grandes parámetros de mampostería tendida de cal con cadenas de piedra volcánica y guarnición en puertas y ventanas, del mismo material. Torres prsmáticas de construcción análoga con cubierta piramidal. El acento español lo suele dar la cubierta morisca de tea.
El arte renacentista se da en Canarias desde finales del siglo XVI hasta principios del XVIII. Las manifestaciones de este estilo, aunque muy significativas por su belleza, no son muy abundantes, y casi siempre representadas por fachadas de arquitectura religiosa, civil y doméstica. La fachada de la iglesia de Pájara y la torre de la iglesia de la Concepción, en La Laguna.
Los mejores exponentes de la arquitectura civil los encontramos en la fachada del Ayuntamiento de Santa Cruz de La Palma, antiguo cabildo; fachada del Ayuntamiento de San Cristóbal de La Laguna.
Respecto a la arquitectura doméstica renacentista, existen algunos ejemplares en los núcleos urbanos de mayor importancia, como en La Orotava, Santa Cruz de La Palma, San Cristóbal de La Laguna (Palacio de Lercaro) y otros ejemplos en Vegueta.

#### Arquitectura barroca de Canarias

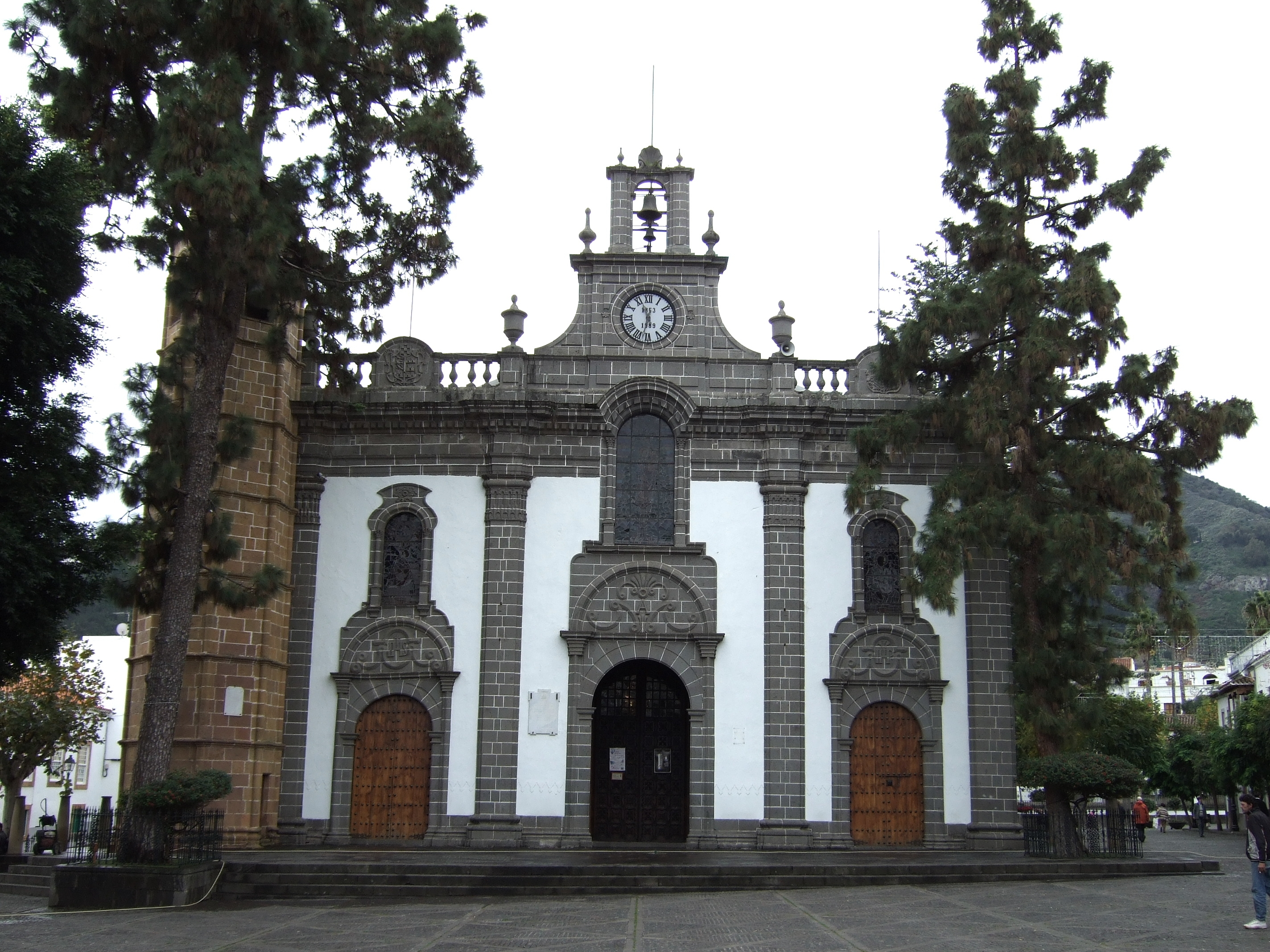
Basílica de Nuestra Señora del Pino en Teror.

De este barroco hispánico, como sucede con el gótico y el renacimiento, recibe la influencia a través de Portugal. Mientras en España y la América española se busca una mayor profundidad para darle un mayor efecto escenográfico, en Canarias y Portugal, los elementos decorativos se extienden en un solo plano. Pero sobre todo, la influencia portuguesa esta en los techos de la capilla mayor de las iglesias, en forma de pirámide de planta poligonal, cortada por un plano y compuestas por paneles decorados con pinturas o tallas.
El Barroco tiene su principal manifestación en Canarias durante el siglo XVIII. Su mejor aportación se observa en algunas iglesias; además de fachadas renovadas con frontones partidos, se construyeron torres altas como en la iglesia de Santa Brígida.
La bóveda sustituye la antigua forma de techos y madera y los edificios en estado ruinoso son reconstruidos siguiendo el estilo barroco, salvo las partes o elementos de estilos anteriores en buen estado. Pero también se construyó gran número de iglesias o ermitas; y muchas fueron ampliadas con nuevas naves debido al crecimiento de la población. Uno de los mejores ejemplos de estas reedificaciones lo tenemos en la iglesia de la concepción de la Orotava, en la fachada de la Basílica de Nuestra Señora del Pino en Teror, en la iglesia de San Francisco de Teguise, la Iglesia de Nuestra Señora de Antigua o la  iglesia de la Concepción de Valverde.

#### Arquitectura neoclásica de Canarias

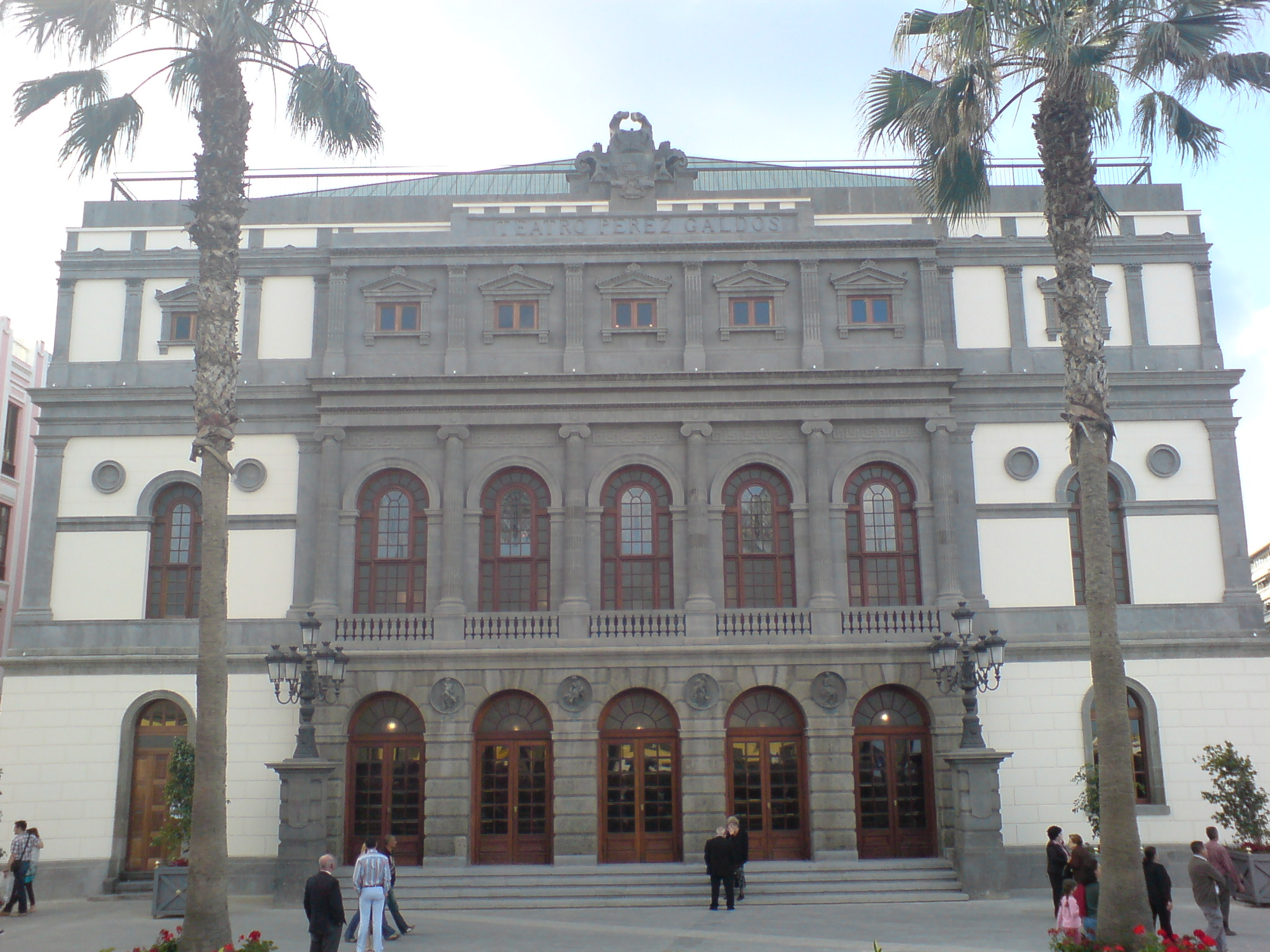
Fachada del Teatro Pérez Galdós.

La arquitectura neoclásica llega a Canarias a finales del siglo XVIII y tiene una fuerte incidencia en el siglo XIX. Este estilo arquitectónico tiene su mayor importancia en las construcciones civiles, militares y en la doméstica, influyendo en menor medida en los edificios religiosos, cuyos dos mejores ejemplos los encontramos en la fachada de la catedral de Las Palmas y en la catedral de La Laguna.
La tradicional arquitectura doméstica canaria, muchas casas señoriales van a ser renovadas, fundamentalmente fachadas y los patios interiores. El alero de teja es sustituido por un parapeto estrangulado, con balaustres; las puertas y ventanas son más grandes y los antepechos de madera son asimismo más anchos en las ventanas formando un balcón unido a la misma. Los corredores de los patios interiores son cerrados con cristaleras; pero esta corriente neoclásica significó una verdadera revolución con la introducción de las pinturas verde y roja que se aplicaría a puertas y ventanas. Pese a todo, en estas fachadas renovadas, también ha permanecido elementos arquitectónicos tradicionales, como el alero de teja. Dos buenos ejemplos de este estilo lo vemos representado el casco antiguo de Los Llanos de Aridane y de San Cristóbal de La Laguna.
Los edificios de arte neoclásico que se construyeron, principalmente durante el siglo XIX, llevan la finalidad de demostrar grandeza y poder, ubicándolos en puntos de fuga o lugares estratégicos de las ciudades. Pero estas edificaciones están asimismo, asociadas al nuevo plan urbanístico, el cual implica amplias y largas avenidas, alamedas, plazas, dejando espacios muy bien organizados para la jardinería. Entre las obras más importantes a destacar, en la arquitectura militar: la Comandancia de Marina, el del Gobierno Militar en Las Palmas y la Capitanía General de Santa Cruz de Tenerife. En otro orden, independientemente de varias casas domésticas, se construyeron numerosos edificios civiles como el Ayuntamiento de La Orotava, el de Santa Cruz de Tenerife; hospitales civiles y militares, edificios de mercados municipales como el Mercado de Nuestra Señora de África, el Teatro Pérez Galdós, el Teatro Guimerá, la Plaza Weyler, la Plaza del Príncipe, entre otras.

#### Arquitectura modernista de Canarias
La arquitectura modernista apenas tiene incidencia en construcciones que no sean domésticas. Este nuevo estilo abarca desde el último tercio del siglo XIX hasta la década de los años veinte del siglo XX. Sus principales características son elementos decorativos en las fachadas, cargadas de dibujos con ornamentación floral ya que su misión es imitar la naturaleza. Suelen tener pequeños balcones de mampostería con sus extremos en forma de curva y el antepecho de estos pueden ser de balaustres o compuestos también de dibujos construidos en mampostería, además del hierro que también se utilizaría bastante. En el barrio de Triana y en Santa Cruz de Tenerife es donde mejor se puede distinguir estos ejemplos arquitectónicos, principalmente el Gabinete Literario de Las Palmas de Gran Canaria.

#### Arquitectura racionalista de Canarias

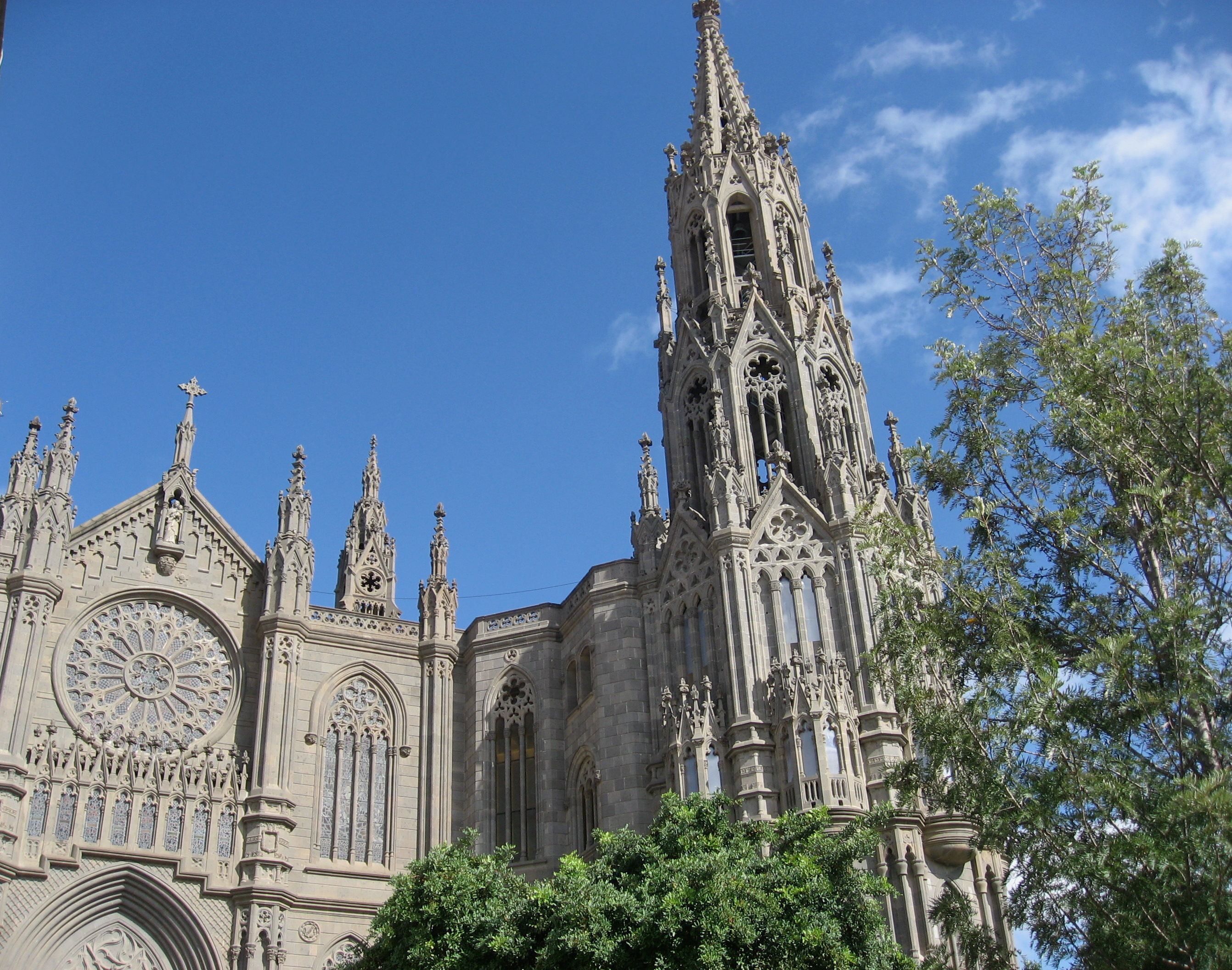
Iglesia de San Juan Bautista de Arucas.

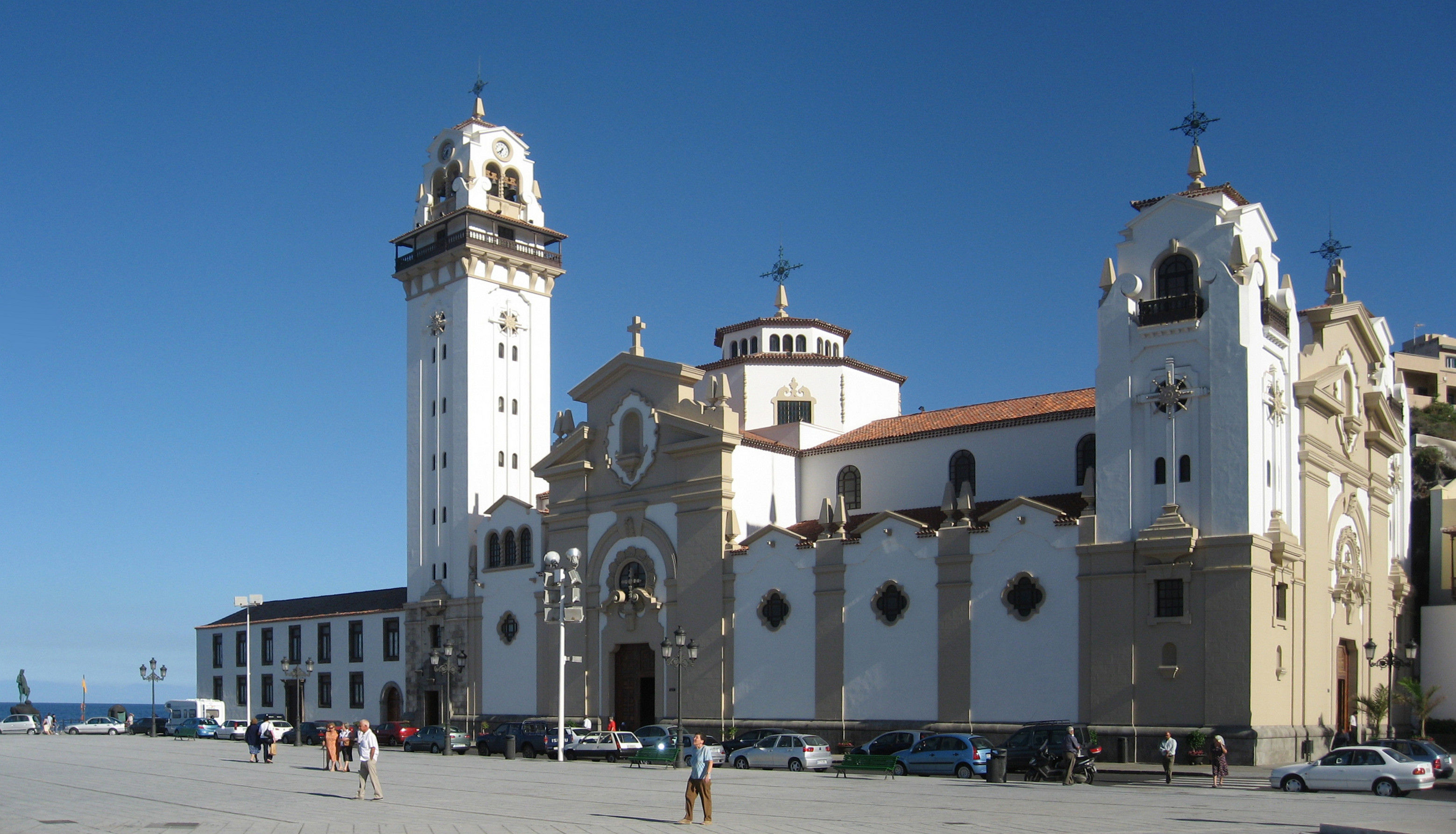
Basílica de Nuestra Señora de la Candelaria (Tenerife).

A lo largo de toda esta época, desde la arquitectura modernista se observa una evolución hacia un estilo arquitectónico puramente funcional; el eclecticismo es evidente durante cualquier cambio de estilo. En este sentido, los elementos decorativos circulares y curvos de la etapa anterior, desaparecen y dan paso al trazado lineal de la arquitectura racionalita; es un estilo de formas planas y volúmenes abiertos que en muchos casos conducen al anarquismo arquitectónico, en sus primeras manifestaciones. Uno de los mejores ejemplos es la Basílica de Nuestra Señora de la Candelaria.
A mediados del siglo XX surge una arquitectura ecléctica muy atractiva simulando al tradicional balcón canario, elementos del neoclasicismo y otros estilos anteriores, y el empleo de la cantería en sus esquinas y alrededor de sus huecos; pero una de sus principales características que la define es la doble ventana de arco de medio punto, incluso en las esquinas divididas por una columna y parte superior, asimismo, en forma de bóveda. Un claro ejemplo es la iglesia de San Juan Bautista de Arucas.

#### Arquitectura a partir de la década de 1950 en Canarias

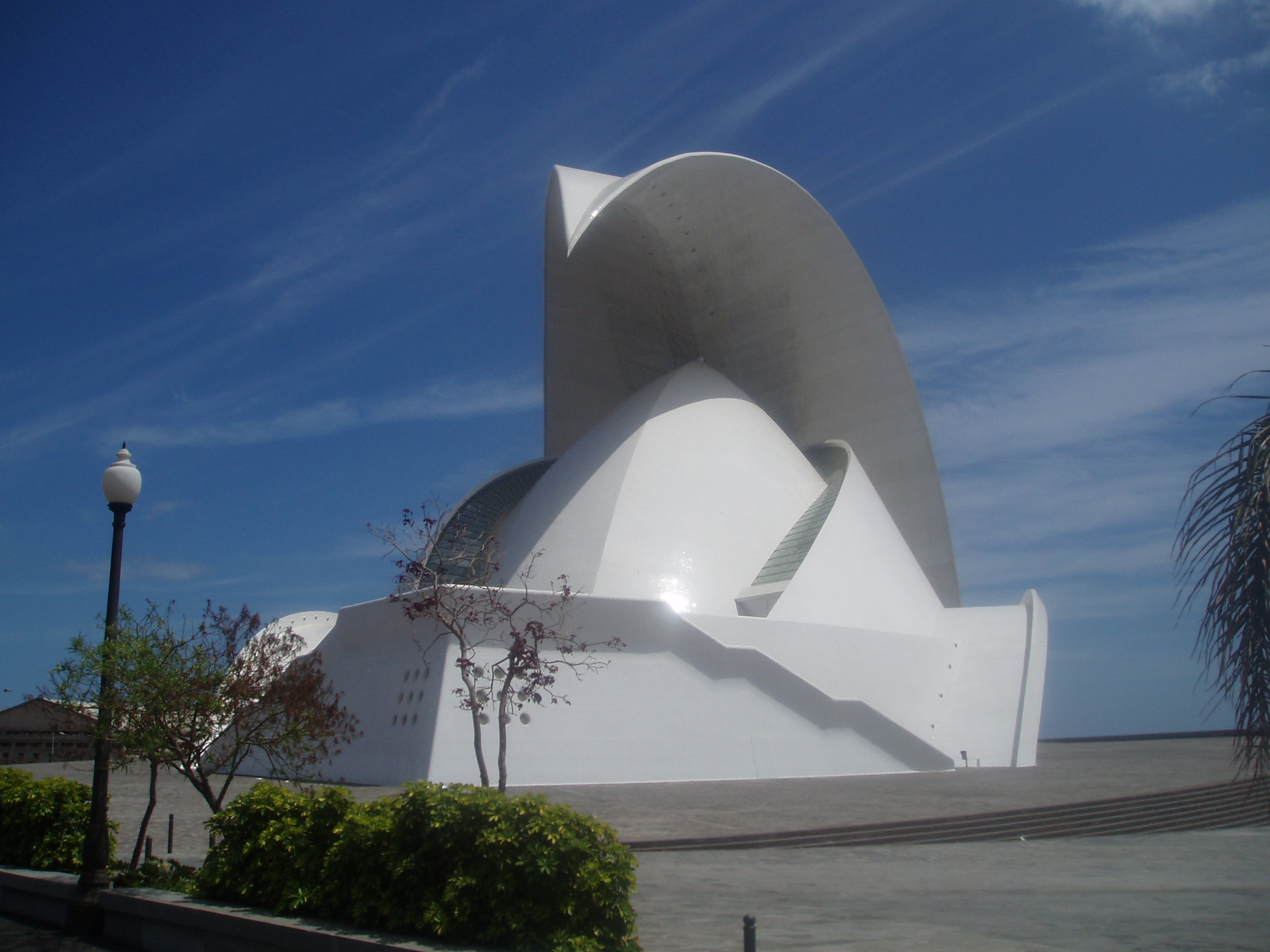
Auditorio de Tenerife

En la década de los 50 del siglo XX, la apertura de España al turismo genera un cambio en la arquitectura, que se incrementa en la de los 60. Existe un incontrolado entusiasmo por la construcción que por los arquitectos locales, es rápidamente desbordada. Muy pronto, la plantilla de estos se ve incrementada por profesionales peninsulares. Los centros turísticos siguen creciendo y las ciudades se renuevan. Es lástima que muchos edificios del pasado hayan sido demolidos; el caso es que tenemos una nueva arquitectura, cuya base y fundamento es la aplicación de nuevos elementos técnicos y la funcionalidad.
En Canarias, aunque no existen estructuras arquitectónicas modernas en aluminio o de tipo espacial, podríamos hablar del empleo de estructuras de acero, edificaciones preparadas contra ruidos, módulos prefabricados para las fachadas, el llamado muro cortina (láminas de aluminio o de fibras de vidrio grupadas o encajadas en las fachadas), hormigón visto, etc. Destacamos, en estos edificios de última hora, una estética esencialmente diversa, donde las formas verticales se combinan con las horizontales.
Algunos ejemplos son el Auditorio Alfredo Krauss, el Auditorio de Santa Cruz de Tenerife, Mirador de EI Río, Lago Martiánez en Puerto de La Cruz, Iglesia de Schamann en Las Palmas, Edificio de la Policía Nacional de Las Palmas de Gran Canaria, Torres Gemelas de Santa Cruz, Edificio Woerrmann, Los Bardinos, entre otros muchos.

### Pintura de Canarias

#### Pintura en los siglosXVIIyXVIIIde Canarias
Todavía en pleno siglo XVII, buena parte de la pintura religiosa en Canarias era importada, especialmente desde Flandes, debido a las relaciones comerciales existentes con el Archipiélago. Cuando en ese mismo siglo comienza a surgir, aunque con cierta timidez, un arte hecho en Canarias, éste tiene claras influencias flamencas y andaluzas, con obras pintadas por artistas foráneos que se van instalando en las islas, donde aparecerán pintores autóctonos como Gaspar de Quevedo y Cristóbal Hernández de Quintana nacidos en la Orotava, con obra y residencia en numerosos lugares del Archipiélago.
Ya en el siglo XVIII, las pautas van a estar marcadas por las del siglo anterior, pues el propio Hernández de Quintana aún sigue pintando a principios de este siglo y dejará una enorme influencia sobre las generaciones siguientes. Juan de Miranda fue otro destacado y más avanzado pintor en torno al cual se movían varios artistas, que llevarán a cabo importantes obras pintadas en los muros de las iglesias o en sus cúpulas y pechinas. Además de numerosos pintores anónimos de esta época destacó José Rodríguez de Oliva. Sus principales obras estuvieron dedicadas a temas religiosos, pero también pintó algunos retratos.

#### Pintura delsigloXIXde Canarias

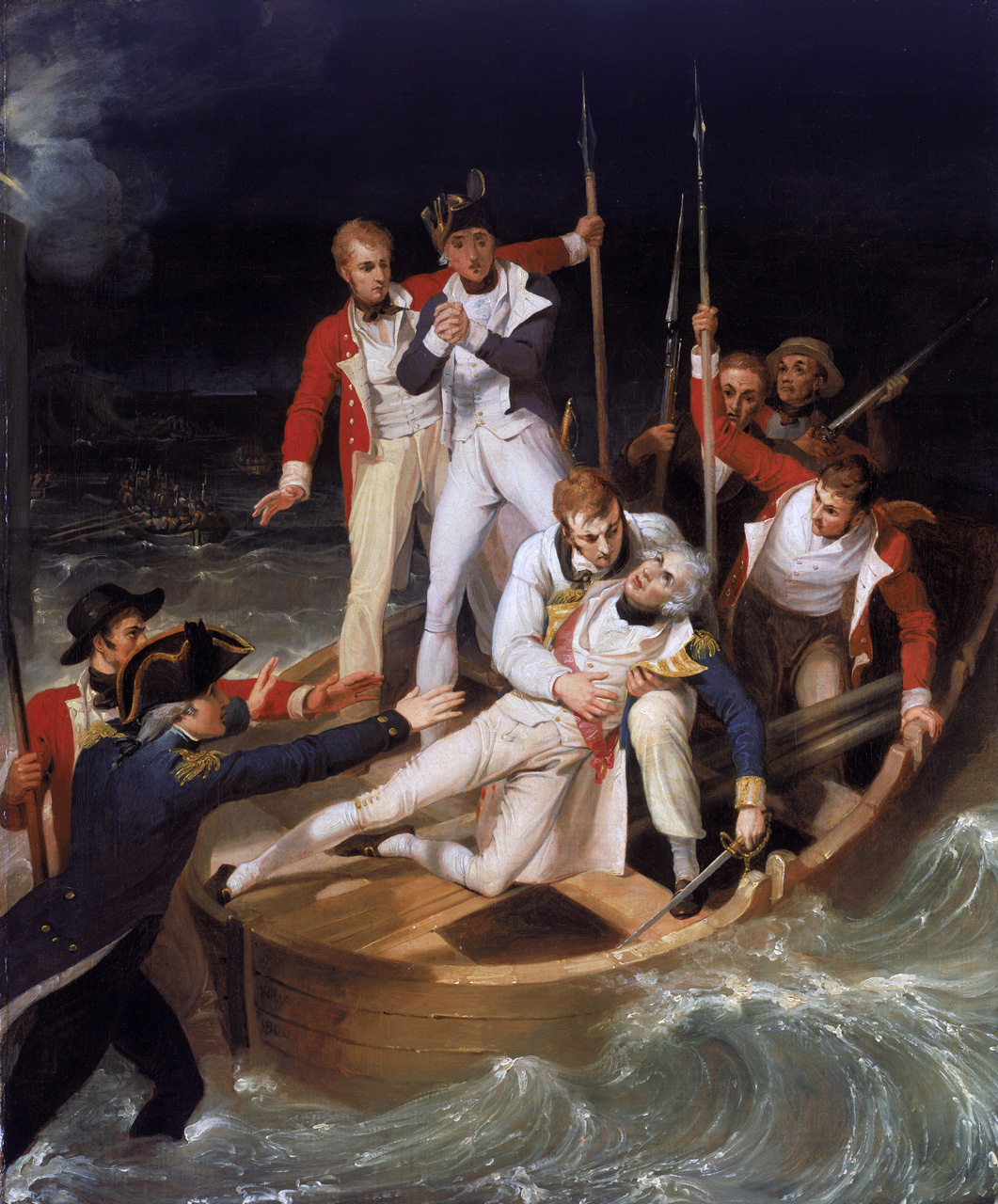
Ataque a Santa Cruz de Tenerife (1797).

La pintura neoclásica en Canarias está fundamentalmente marcada por el retrato de las clases privilegiadas, destacando en este sentido Luis de la Cruz. Este sobresaliente pintor fue el que dirigió la academia de dibujo a partir de 1812, funcionaría en La Laguna auspiciada por el Ral Cónsul del Mar, instalado en esa ciudad. Solamente se impartían las asignaturas de dibujo a crayón y pintura al óleo; el número de alumnos no podía superar a 24. Aunque ya existía una academia de dibujo en Las Palmas, fundada en 1782 por el tinerfeño Diego Nicolás Eduardo, canónigo y arquitecto. Una segunda escuela de dibujo fue fundada también en Las Palmas, en 1887, por la Sociedad Económica de Amigos del País.
Tras estos primeros momentos del arte neoclásico aparece el estilo romanticismo y naturalismo. En esta nueva corriente artística introducida a mediados del siglo XIX se vienen a representar fundamentalmente temas relacionados con la conquista de Canarias en los que son idealizados los personajes indígenas; la pintura histórica hace renacer una cultura de sentir canario inspirada en temas anteriormente mencionados. Ejemplos claros son El Desembarco, obra pictórica que plasma a Alonso Fernández de Lugo a su llegada a Canarias, es un cuadro muy bien inspirado por el autor. El palmero Manuel González Méndez también pintó El Desembarco y El Adelantado y los guanches.
Pero la pintura del romanticismo no se limita a estos acontecimientos relacionados con los guanches; pues, además de otros temas como el ataque de Nelson a Santa Cruz, esta corriente artística dedica muchas obras a las costumbres y tradiciones isleñas. En estas pinturas de costumbrismo destacaron pintores como Cirilo Truile, Nicolás Alfaro y, a finales de siglo, el ya citado González Méndez.
El paisaje fue asimismo representado por diversos pintores británicos residentes en las islas, como Diston Edwards, entre otros. Pero la figura más representativa sería el canario Valentín Sanz quien sigue los sentimientos de Nicolás Estévanez Murphy de mi patria es un almendro, una de sus mejores poesías.

#### Pintura delsigloXXde Canarias
Hay un despertar en la identidad canaria mucho más fuerte que en la etapa anterior. Este sentimiento diferenciador canario e refleja en los rasgos típicos de la realidad isleña: paisajes, romerías, fiestas campesinas, pescadores, y otros temas cuyos principales representantes son Romero y Bonnín, en un principio. La expresiva obra de Romero, Lecheras de Tenerife, de carácter costumbrista, se diferencia en parte de la pintura de Bonnín, como es la obra de carácter naturalista Patio de la Casa Cólogan. Estos dos artistas evolucionaron a un arte más realista a lo largo del siglo XX.
Otros artistas como Pedro de Guezala, con pinturas de "magas canarias", bodegones y paisajes; así como un buen número de pintores como Álvaro Fariña, Manuel Martín López Ruíz, Torres Edwards, entre otros, consiguieron hacerse un hueco en la pintura realista canaria.
Al margen de este grupo de artistas encontramos a una serie de pintores importantes, destacando a Néstor de la Torre, Nicolás Massieu y José Aguiar. Aunque Néstor de la Torre se dedica a en buena medida al retrato de la burguesía, desarrolla grandes obras como Romería, El Jardín de las Hespérides, Poema del Atlántico o Poemas de la tierra entre otros. Nicolás Massieu refleja el gusto por el paisaje de cumbre y medianías, el bodegón, la marina y otros temas de carácter costumbrista. Obras destacables son La planchadora y La trilla.
En la década de 1920 destaca el pintor Santiago Santana con sus obras costumbristas: Campesinas y Aguadoras del Risco; Jorge Oramas con Aguadoras y El Risco; Felo Monzón realiza también un cuadro titulado Campesinas y ya en 1940, Composición, una obra surrealista no bien entendida por aquellos años. En esa misma línea surrealista surgen pintores cómo Plácido Fleitas, Juan Ismael y muy especialmente Óscar Domínguez, con sus obras, entre tantas, Cueva de Guanches, Los Porrones, etc.
Es de destacar el desarrollo y la práctica de la técnica de la acuarela en el archipiélago durante el siglo XX, donde ha logrado un gran arraigo y aceptación popular. Fomentada por la Agrupación de Acuarelistas Canarios fundada en 1946 y más tarde por la Asociación Canaria de Acuarelistas constituida en 1985, alguno de sus miembros más destacados fueron, entre otros, acuarelistas de la talla de Francisco Bonnín Guerín, José Comas Quesada, Alberto Manrique, etc. Reconocimientos y exposiciones fuera del archipiélago ponen de relieve el nivel y la calidad artística alcanzada por los pintores canarios.